# Carribean FLNG
Carribean FLNG — плавучий завод із виробництва зрідженого природного газу, який споруджувався для проекту розробки колумбійського родовища Ла-Крещенте.
У 2010-х роках в світі розпочали кілька проектів зі спорудження нового типу суден — плавучих заводів ЗПГ. Одне з них мали розмістити на карибському узбережжі Колумбії, в затоці Morrosquillo південніше Толу. Використовуючи природний газ із родовища Ла-Крещенте, завод повинен був виробляти 0,5 млн.т ЗПГ на рік (0,7 млрд.м3).
Власником заводу є бельгійська компанія Exmar, відома своєї діяльністю в індустрії зрідженого газу (зокрема, разом з американською  Exelerate Energy володіє найбільшим в світі флотом плавучих регазифікаційних установок). Замовлення на спорудження судна було розміщене на верфі в Nantong, що належить китайській компанії Wison. Розміри баржі, на якій змонтовано технологічне обладнання, становлять 144 х 32 х 20 метрів. Вона обладнана сховищем для продукції об'ємом 16100 м3.
Осінню 2016 року на верфі провели тестовий запуск виробництва. Втім, на той час Pacific Exploration and Production, що займається розробкою колумбійського родовища, вирішила відмовитись від проекту через суттєве падіння цін на вуглеводні. Станом на кінець 2016 року компанія Exmar знаходилась в процесі пошуків нового замовника.
Особливістю заводу повинно було стати те, що він міг би використовуватись як плавуча регазифікаційна установка в періоди пікового попиту на газ у районі діяльності. У Колумбії, де первісно збирались розмістити установку, таке може відбуватись у жарку пору року, коли зростання споживання електроенергії накладається на зниження виробітки гідроелектростанцій, внаслідок чого країна не тільки не може експортувати газ, але й потребує його імпорту.